# Liga Campionilor EHF Feminin 2024-2025 - fazele eliminatorii
Fazele eliminatorii ale Ligii Campionilor EHF Feminin 2024–25 au început pe 22 martie și s-au terminat pe 2 iunie 2024, cu finala desfășurată în sala MVM Dome din Budapesta, Ungaria.
La această fază a competiției au luat parte 12 echipe calificate din faza grupelor.

## Format
În playoff, echipele clasate pe locurile 3–6 în grupele A și B au fost împerecheate conform regulamentului competiției și au disputat câte două meciuri fiecare, unul pe teren propriu și celălalt în deplasare. Cele patru câștigătoare ale acestor meciuri au avansat în sferturile de finală, unde s-au alăturat echipelor clasate pe locurile 1–2 în grupele A și B, calificate direct în această fază. Cele opt echipe au fost împerecheate conform regulamentului competiției și au jucat câte două meciuri fiecare, unul pe teren propriu și celălalt în deplasare. Cele patru câștigătoare ale sferturilor de finală s-au calificat în turneul Final four de la MVM Dome.

## Echipe calificate
În fazele eliminatorii au avansat din faza grupelor echipele clasate pe primele șase locuri în cele două grupe.
| Grupă | Calificate în sferturi | Calificate în sferturi  | Calificate în playoff | Calificate în playoff   | Calificate în playoff  | Calificate în playoff |
| Grupă | Locul I                | Locul II                | Locul III             | Locul IV                | Locul V                | Locul VI              |
| ----- | ---------------------- | ----------------------- | --------------------- | ----------------------- | ---------------------- | --------------------- |
| A     | Metz Handball          | FTC-Rail Cargo Hungaria | CSM București         | RK Krim Mercator        | RK Podravka Koprivnica | Storhamar HE          |
| B     | Győri Audi ETO KC      | Team Esbjerg            | Odense Håndbold       | Brest Bretagne Handball | HB Ludwigsburg         | CS Rapid București    |

## Playoff

### Tablou
| Echipa 1               | Scor gen. | Echipa 2                | Tur   | Retur |
| ---------------------- | --------- | ----------------------- | ----- | ----- |
| CS Rapid București     | 46 – 62   | CSM București           | 24–34 | 22–28 |
| Storhamar HE           | 41 – 58   | Odense Håndbold         | 20–33 | 21–25 |
| HB Ludwigsburg         | 54 – 47   | RK Krim Mercator        | 31–21 | 23–26 |
| RK Podravka Koprivnica | 54 – 61   | Brest Bretagne Handball | 27–26 | 27–35 |

### Partide
| 22 martie 2025 16:00 | RK Podravka Koprivnica | 27 – 26 | Brest Bretagne Handball | Sportska dvorana „Josip Samaržija - Bepo”, Koprivnica Asistență: 1627 Arbitri: Lidacka, Lesiak |
| 22 martie 2025 16:00 | Pletikosić 8           | (13–13) | Viahireva 6             | Sportska dvorana „Josip Samaržija - Bepo”, Koprivnica Asistență: 1627 Arbitri: Lidacka, Lesiak |
| 22 martie 2025 16:00 | 6×                     | Raport  | 5× 1×                   | Sportska dvorana „Josip Samaržija - Bepo”, Koprivnica Asistență: 1627 Arbitri: Lidacka, Lesiak |

| 22 martie 2025 19:00 | CS Rapid București | 24 – 34 | CSM București | Sala Polivalentă, București Asistență: 5000 Arbitri: Ilieva, Karbeska |
| 22 martie 2025 19:00 | Polman 6           | (11–19) | Neagu 9       | Sala Polivalentă, București Asistență: 5000 Arbitri: Ilieva, Karbeska |
| 22 martie 2025 19:00 | 2×                 | Raport  | 3× 2×         | Sala Polivalentă, București Asistență: 5000 Arbitri: Ilieva, Karbeska |

| 23 martie 2025 14:00 | HB Ludwigsburg   | 31 – 21 | RK Krim Mercator | MHP Arena, Ludwigsburg Asistență: 1271 Arbitri: Hatipoğlu, Şimşek |
| 23 martie 2025 14:00 | Leuchter, Malá 5 | (14–10) | Stanko 5         | MHP Arena, Ludwigsburg Asistență: 1271 Arbitri: Hatipoğlu, Şimşek |
| 23 martie 2025 14:00 | 6× 1×            | Raport  | 4× 2×            | MHP Arena, Ludwigsburg Asistență: 1271 Arbitri: Hatipoğlu, Şimşek |

| 23 martie 2025 16:00 | Storhamar HE | 20 – 33 | Odense Håndbold   | BoligPartner Arena, Hamar Asistență: 1827 Arbitri: Backović, Palačković |
| 23 martie 2025 16:00 | Boge Solås 4 | (13–20) | Rushfeldt Deila 9 | BoligPartner Arena, Hamar Asistență: 1827 Arbitri: Backović, Palačković |
| 23 martie 2025 16:00 | 4× 1×        | Raport  | 3× 1×             | BoligPartner Arena, Hamar Asistență: 1827 Arbitri: Backović, Palačković |

| 29 martie 2025 17:00 | CSM București | 28 – 22 | CS Rapid București | Sala Polivalentă, București Asistență: 4500 Arbitri: Doicinov, Gorețov |
| 29 martie 2025 17:00 | Omoregie 6    | (11–11) | Janjušević 4       | Sala Polivalentă, București Asistență: 4500 Arbitri: Doicinov, Gorețov |
| 29 martie 2025 17:00 | 3×            | Raport  | 2×                 | Sala Polivalentă, București Asistență: 4500 Arbitri: Doicinov, Gorețov |

| 29 martie 2025 18:00 | Brest Bretagne Handball | 35 – 27 | RK Podravka Koprivnica | Brest Arena, Brest Asistență: 4020 Arbitri: Duplii, Pobedrina |
| 29 martie 2025 18:00 | Mairot 7                | (18–8)  | Pletikosić 9           | Brest Arena, Brest Asistență: 4020 Arbitri: Duplii, Pobedrina |
| 29 martie 2025 18:00 | 6×                      | Raport  | 6×                     | Brest Arena, Brest Asistență: 4020 Arbitri: Duplii, Pobedrina |

| 30 martie 2025 14:00 | RK Krim Mercator | 26 – 23 | HB Ludwigsburg | Arena Stožice, Ljubljana Asistență: 2955 Arbitri: Barysas, Petrušis |
| 30 martie 2025 14:00 | Gros 10          | (10–11) | Leuchter 4     | Arena Stožice, Ljubljana Asistență: 2955 Arbitri: Barysas, Petrušis |
| 30 martie 2025 14:00 | 2×               | Raport  | 4× 1×          | Arena Stožice, Ljubljana Asistență: 2955 Arbitri: Barysas, Petrušis |

| 30 martie 2025 16:00 | Odense Håndbold   | 25 – 21 | Storhamar HE | Sydbank Arena, Odense Asistență: 2180 Arbitri: Praštalo, Balvan |
| 30 martie 2025 16:00 | Aardahl, Fauske 5 | (16–11) | Boge Solås 6 | Sydbank Arena, Odense Asistență: 2180 Arbitri: Praštalo, Balvan |
| 30 martie 2025 16:00 | 2× 1×             | Raport  | 2×           | Sydbank Arena, Odense Asistență: 2180 Arbitri: Praštalo, Balvan |

## Sferturile de finală

### Tablou
| Echipa 1                | Scor gen. | Echipa 2                | Tur   | Retur |
| ----------------------- | --------- | ----------------------- | ----- | ----- |
| Brest Bretagne Handball | 58 – 62   | Metz Handball           | 26–29 | 32–33 |
| HB Ludwigsburg          | 46 – 54   | Győri Audi ETO KC       | 24–25 | 22–29 |
| Odense Håndbold         | 52 – 51   | FTC-Rail Cargo Hungaria | 27–27 | 25–24 |
| CSM București           | 52 – 55   | Team Esbjerg            | 30–29 | 22–26 |

### Partide
| 19 aprilie 2025 16:00 | HB Ludwigsburg | 24 – 25 | Győri Audi ETO KC | MHP Arena, Ludwigsburg Asistență: 2586 Arbitri: Vujačić, Kažanegra |
| 19 aprilie 2025 16:00 | Leuchter 5     | (14–16) | De Paula 7        | MHP Arena, Ludwigsburg Asistență: 2586 Arbitri: Vujačić, Kažanegra |
| 19 aprilie 2025 16:00 | 3× 1×          | Raport  | 4× 1×             | MHP Arena, Ludwigsburg Asistență: 2586 Arbitri: Vujačić, Kažanegra |

| 19 aprilie 2025 18:00 | Brest Bretagne Handball | 26 – 29 | Metz Handball | Brest Arena, Brest Asistență: 4149 Arbitri: Xhema, Jahja |
| 19 aprilie 2025 18:00 | Viahireva 8             | (15–14) | Vámos 8       | Brest Arena, Brest Asistență: 4149 Arbitri: Xhema, Jahja |
| 19 aprilie 2025 18:00 | 2× 1×                   | Raport  | 7×            | Brest Arena, Brest Asistență: 4149 Arbitri: Xhema, Jahja |

| 20 aprilie 2025 15:00 | CSM București | 30 – 29 | Team Esbjerg | Sala Polivalentă, București Asistență: 4300 Arbitri: Cipov, Klus |
| 20 aprilie 2025 15:00 | Pintea 10     | (13–15) | Reistad 11   | Sala Polivalentă, București Asistență: 4300 Arbitri: Cipov, Klus |
| 20 aprilie 2025 15:00 | 3× 1×         | Raport  | 2×           | Sala Polivalentă, București Asistență: 4300 Arbitri: Cipov, Klus |

| 20 aprilie 2025 16:00 | Odense Håndbold | 27 – 27 | FTC-Rail Cargo Hungaria | Sydbank Arena, Odense Asistență: 2187 Arbitri: Lovin, Stancu |
| 20 aprilie 2025 16:00 | Elver 8         | (14–12) | Malestein, Maslova 6    | Sydbank Arena, Odense Asistență: 2187 Arbitri: Lovin, Stancu |
| 20 aprilie 2025 16:00 | 2×              | Raport  | 5× 2×                   | Sydbank Arena, Odense Asistență: 2187 Arbitri: Lovin, Stancu |

| 26 aprilie 2025 16:00 | FTC-Rail Cargo Hungaria | 24 – 25 | Odense Håndbold   | ÉRD Aréna, Érd Asistență: 2200 Arbitri: Antić, Jakovljević |
| 26 aprilie 2025 16:00 | Bölk 5                  | (14–14) | Rushfeldt Deila 6 | ÉRD Aréna, Érd Asistență: 2200 Arbitri: Antić, Jakovljević |
| 26 aprilie 2025 16:00 | 2×                      | Raport  | 4× 1×             | ÉRD Aréna, Érd Asistență: 2200 Arbitri: Antić, Jakovljević |

| 26 aprilie 2025 18:00 | Győri Audi ETO KC | 29 – 22 | HB Ludwigsburg   | Audi Aréna, Győr Asistență: 4955 Arbitri: Metalari, Nikolovski |
| 26 aprilie 2025 18:00 | Jørgensen 9       | (13–10) | Gassama, Smits 4 | Audi Aréna, Győr Asistență: 4955 Arbitri: Metalari, Nikolovski |
| 26 aprilie 2025 18:00 | 5× 2×             | Raport  | 2×               | Audi Aréna, Győr Asistență: 4955 Arbitri: Metalari, Nikolovski |

| 27 aprilie 2025 14:00 | Metz Handball | 33 – 32 | Brest Bretagne Handball | Les Arènes de Metz, Metz Asistență: 4935 Arbitri: Weijmans, Wolbertus |
| 27 aprilie 2025 14:00 | Hansen 7      | (15–13) | Ondono 8                | Les Arènes de Metz, Metz Asistență: 4935 Arbitri: Weijmans, Wolbertus |
| 27 aprilie 2025 14:00 | 3×            | Raport  | 6×                      | Les Arènes de Metz, Metz Asistență: 4935 Arbitri: Weijmans, Wolbertus |

| 27 aprilie 2025 16:00 | Team Esbjerg | 26 – 22 | CSM București | Blue Water Dokken, Esbjerg Asistență: 2760 Arbitri: Carmaux, Mursch |
| 27 aprilie 2025 16:00 | Reistad 6    | (14–12) | Pintea 6      | Blue Water Dokken, Esbjerg Asistență: 2760 Arbitri: Carmaux, Mursch |
| 27 aprilie 2025 16:00 | 2× 1×        | Raport  | 3×            | Blue Water Dokken, Esbjerg Asistență: 2760 Arbitri: Carmaux, Mursch |

## Final four
Câștigătoarele sferturilor de finală s-au calificat în turneul Final four. Acesta a fost găzduit de sala MVM Dome din Budapesta, Ungaria, pe 31 mai și 1 iunie 2025. Tragerea la sorți pentru distribuția în semifinale a avut loc pe 28 aprilie 2025, la sediul Federației Europene de Handbal de la Viena, Austria. Numele arbitrilor care au condus cele patru partide au fost anunțate pe 24 aprilie.

### Echipele calificate
- Győri Audi ETO KC
- Metz Handball
- Odense Håndbold
- Team Esbjerg

### Tablou
|  | Semifinalele Sala MVM Dome, Budapesta | Semifinalele Sala MVM Dome, Budapesta |                   |    | Finala Sala MVM Dome, Budapesta | Finala Sala MVM Dome, Budapesta |
|  |                                       |                                       |                   |    |                                 |                                 |
|  | 31 mai 2025                           |                                       |                   |    |                                 |                                 |
|  |                                       |                                       |                   |    |                                 |                                 |
|  | Győri Audi ETO KC                     | 29                                    |                   |    |                                 |                                 |
|  | Győri Audi ETO KC                     | 29                                    | 1 iunie 2025      |    |                                 |                                 |
|  | Team Esbjerg                          | 28                                    |                   |    |                                 |                                 |
|  | Team Esbjerg                          | 28                                    | Győri Audi ETO KC | 29 |                                 |                                 |
|  | 31 mai 2025                           |                                       | Győri Audi ETO KC | 29 |                                 |                                 |
|  |                                       | Odense Håndbold                       | 27                |    |                                 |                                 |
|  | Metz Handball                         | Odense Håndbold                       | 27                | 29 |                                 |                                 |
|  | Metz Handball                         |                                       |                   | 29 |                                 |                                 |
|  | Odense Håndbold                       | 31                                    |                   |    |                                 |                                 |
|  | Odense Håndbold                       | 31                                    | Finala mică       |    |                                 |                                 |
|  |                                       |                                       |                   |    |                                 |                                 |
|  | 1 iunie 2025                          |                                       |                   |    |                                 |                                 |
|  |                                       |                                       |                   |    |                                 |                                 |
|  | Team Esbjerg                          | 30                                    |                   |    |                                 |                                 |
|  | Team Esbjerg                          | 30                                    |                   |    |                                 |                                 |
|  | Metz Handball                         | 27                                    |                   |    |                                 |                                 |

### Semifinalele
| 31 mai 2025 15:00 | Győri Audi ETO KC | 29 – 28 | Team Esbjerg | MVM Dome, Budapesta Asistență: 17500 Arbitri: Barysas, Petrušis |
| 31 mai 2025 15:00 | Housheer 7        | (17–15) | Reistad 7    | MVM Dome, Budapesta Asistență: 17500 Arbitri: Barysas, Petrušis |
| 31 mai 2025 15:00 | 3× 1×             | Raport  | 3×           | MVM Dome, Budapesta Asistență: 17500 Arbitri: Barysas, Petrušis |

| 31 mai 2025 18:00 | Metz Handball          | 29 – 31 (Prel.) | Odense Håndbold | MVM Dome, Budapesta Asistență: 17500 Arbitri: Lidacka, Lesiak |
| 31 mai 2025 18:00 | patru jucătoare 5      | (16–13)         | Deila 6         | MVM Dome, Budapesta Asistență: 17500 Arbitri: Lidacka, Lesiak |
| 31 mai 2025 18:00 | 4×                     | Raport          | 5× 1×           | MVM Dome, Budapesta Asistență: 17500 Arbitri: Lidacka, Lesiak |
| 31 mai 2025 18:00 | FT: 27 – 27 Prel.: 2–4 |                 |                 | MVM Dome, Budapesta Asistență: 17500 Arbitri: Lidacka, Lesiak |

### Finala mică
| 1 iunie 2025 15:00 | Team Esbjerg | 30 – 27 | Metz Handball | MVM Dome, Budapesta Asistență: 16500 Arbitri: Duplii, Pobedrina |
| 1 iunie 2025 15:00 | Reistad 8    | (17–16) | Bouktit 6     | MVM Dome, Budapesta Asistență: 16500 Arbitri: Duplii, Pobedrina |
| 1 iunie 2025 15:00 | 5× 1×        | Raport  | 5×            | MVM Dome, Budapesta Asistență: 16500 Arbitri: Duplii, Pobedrina |

### Finala
| 1 iunie 2025 18:00 | Győri Audi ETO KC                    | 29 – 27 | Odense Håndbold | MVM Dome, Budapesta Asistență: 19469 Arbitri: Mata, López |
| 1 iunie 2025 18:00 | Brattset Dale, Housheer, Nze Minko 6 | (20–15) | Højlund 5       | MVM Dome, Budapesta Asistență: 19469 Arbitri: Mata, López |
| 1 iunie 2025 18:00 | 2× 1×                                | Raport  | 2× 1×           | MVM Dome, Budapesta Asistență: 19469 Arbitri: Mata, López |